# Миляшкин, Иван Георгиевич
Иван Георгиевич Миляшкин (1904—1979) — кораблестроитель, директор Николаевского судостроительного завода № 200 имени 61 Коммунара, Балтийского завода и судостроительного завода имени А. А. Жданова, заместитель Военно-Морского министра по судоремонту, начальник Высшего военно-морского инженерного училища имени Ф. Э. Дзержинского, инженер-вице-адмирал.

## Биография
Иван Георгиевич Миляшкин родился 26 сентября 1904 года в Луганске.
После окончания школы работал шахтёром на донбасской шахте.
В сентябре 1926 года, по комсомольскому призыву поступил на механический факультет (дизельное отделение) Высшего военно-морского училища имени т. Дзержинского, которое окончил в феврале 1931 года.
С мая 1931 года служил младшим механиком подводной лодки «Народоволец», в декабре 1932 года назначен старшим механиком подводной лодки «Ёрш», в феврале 1933 года стал старшим инженер-механиком бригады подводных лодок Морских Сил Балтийского моря.
В марте 1934 года был откомандирован в оборонную промышленность с оставлением в кадрах ВМФ.
С марта 1934 по декабрь 1936 года работал инженером-строителем на судостроительном заводе № 194 (им. А. Марти) в Ленинграде, где в был строителем и ответственным сдатчиком головной подводной лодки серии V-бис «Воинствующий безбожник», строившейся на средства добровольных взносов членов этого общества. При вступлении 19 июля 1935 года в строй Балтийского флота подводной лодке дали новое название «Линь» («Щ-305»).
В январе 1937 года И. Г. Миляшкин был назначен инженером-строителем, 29 августа 1937 года — главным инженером, затем директором Николаевского судостроительного завода № 200 имени 61 Коммунара.
В августе 1939 года был назначен директором Ленинградского судостроительного завода им. А. А. Жданова. В первые дни войны Миляшкин был назначен Уполномоченным Военного совета фронта по постройке железнодорожных батарей оборудованными дальнобойными 130-мм морскими орудиями. Ждановцы построили 12 таких артиллерийских установок.
В октябре 1941 года Ивана Григорьевича Миляшкина назначили директором судостроительного завода № 120 (Балтийский завод).
В феврале 1942 года был переведён в Москву на должность заместителя наркома, а затем замминистра судостроительной промышленности СССР.
С апреля по май 1945 года, по заданию заместителя Председателя Совета Народных Комиссаров СССР находился в Германии с целью осмотра судостроительных заводов.
С сентября 1946 по март 1950 года был заместителем начальника секции кораблестроения Научно-технического комитета ВМС.
В марте 1950 года И. Г. Миляшкин был назначен заместителем Военно-Морского министра по вооружению и судоремонту.
27 января 1951 года Миляшкину присвоено звание инженер-контр-адмирал.
С 10 апреля 1953 года по 22 января 1966 года И. Г. Миляшкин был начальником ВВМИУ имени Ф. Э. Дзержинского. Под его руководством училище стало готовить офицеров-инженеров для всех типов кораблей с новыми энергетическими установками, в том числе с ядерными.
18 февраля 1958 года И. Г. Миляшкину присвоено звание инженер-вице-адмирал.
С января по август 1966 года находился в распоряжении ГК ВМФ. С августа 1966 года в отставке.
И. Г. Миляшкин умер 21 ноября 1979 года. Похоронен на Серафимовском кладбище Санкт-Петербурга.

## Награды
- Орден Ленина (1952)
- Три ордена Красного Знамени (1947, 1956)
- Орден Отечественной войны I степени (1945)
- Орден Трудового Красного Знамени (1944)
- Да ордена Красной Звезды (1942, 1944)
- Медали
- Именное оружие (1954)